# Żurek

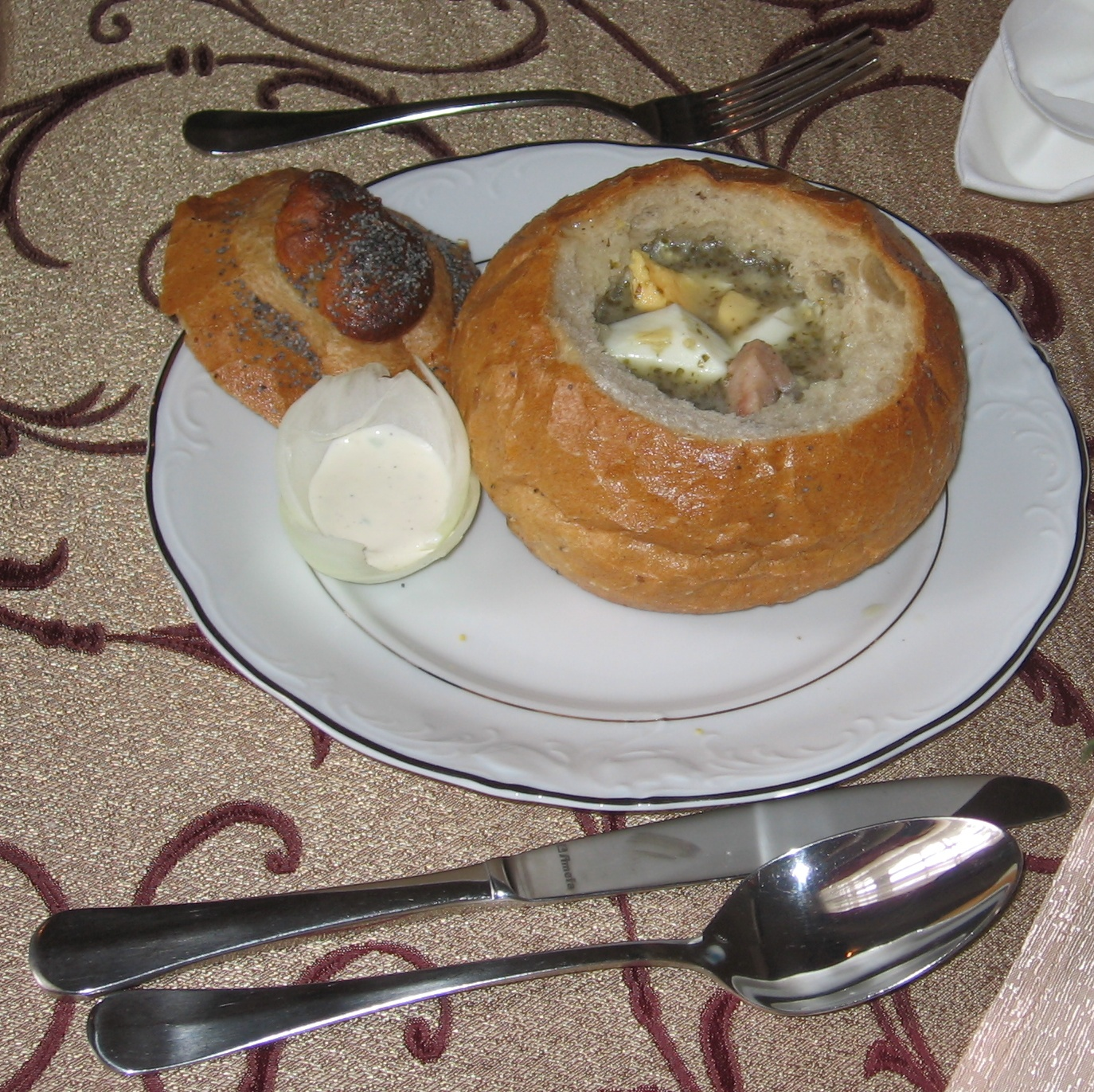
Sopa żurek típica de la Baixa Silèsia.

Żurek (pronunciat en català júrec) és una sopa molt popular de la gastronomia polonesa. Té un sabor lleugerament àcid i es fa amb farina de sègol i carn (sovint salsitxes de carn de porc o trossos de salsitxa fumada, cansalada o pernil). A més de la carn sol haver-hi altres ingredients típics, com pastanagues, cebes, patates i ou bullit.

## Característiques
El plat es serveix molt calent i és molt popular no només a Polònia, sinó també a altres països eslaus com Eslovènia. A Polònia se sol servir amb un tassó de patates cuites i pa de sègol. La recepta varia molt a cada regió del país, tot i que un dels ingredients més comuns arreu de Polònia que duu aquesta sopa és l'ou dur picat. A la zona de la Baixa Silèsia és molt comú foradar un gran pa de pagès de sègol ben cuit i ficar-hi la sopa żurek a dins. És una sopa que se sol menjar sempre amb pa.